# 9.0: Live
„9.0: Live“ е първият лайв албум на Слипнот. Излиза на 1 ноември 2005 г. В албума са включени песни и от трите студийни албуми на бандата, както и някои редки песни като „Purity“ и „Get This“. Също така е включено и първото и единствено дотогава изпълнение на живо на песента „Skin Ticket“ от албума Iowa. Може да се каже, че обложката на албума е пародия на Resident Evil Outbreak.

## Песни в албума
Диск 1:
1. „The Blister Exists“
2. „(sic)“
3. „Disasterpiece“
4. „Before I Forget“
5. „Left Behind“
6. „Liberate“
7. „Vermilion“
8. „Pulse of the Maggots“
9. „Purity“
10. „Eyeless“
11. „Drum Solo“
12. „Eeyore“

Диск 2:
1. „Three Nil“
2. „The Nameless“
3. „Skin Ticket“
4. „Everything Ends“
5. „The Heretic Anthem“
6. „Iowa“
7. „Duality“
8. „Spit it Out“
9. „People = Shit“
10. „Get This“
11. „Wait and Bleed“
12. „Surfacing“